# Agrilus aeneomaculatus
Agrilus aeneomaculatus es una especie de insecto del género Agrilus, familia Buprestidae, orden Coleoptera.
Fue descrita científicamente por Deyrolle, 1864.